# Michel Reis
Michel Reis (* 11. September 1982 in Luxemburg) ist ein luxemburgischer Jazzmusiker (Piano, Komposition).

## Leben und Wirken
Reis, dessen Vater Jazzfan ist, erhielt ab dem achten Lebensjahr klassischen Klavierunterricht. Als Teenager begann er zu improvisieren und zu komponieren; am Konservatorium der Stadt Luxemburg erhielt er eine Ausbildung in Harmonielehre, Komposition, Jazz-Improvisation und Ensemblespiel. Dann studierte er in Boston am Berklee College of Music und am New England Conservatory of Music, wo er zunächst einen Bachelor und dann einen Master in Jazzpiano und Komposition bei Joe Lovano, Ran Blake, Danilo Pérez, George Garzone, Frank Carlberg, Esperanza Spalding, Hal Crook und Greg Hopkins absolvierte.
Reis, der sowohl New York City und Luxemburg lebt, legte 2004 mit A Young Mind sein Debütalbum vor. In den 2010er Jahren leitete er zwei eigene Quartette zusätzlich zum schon länger bestehenden Trio (gemeinsam mit Bassist Marc Demuth und Schlagzeuger Paul Wiltgen); auch gibt er Solokonzerte. Im Michael Reis Japan Quartet tourte er mit japanischen Musikern, die er in Boston beim Studium kennengelernt hatte, dreimal intensiv in Japan, hatte aber auch Auftritte in Mitteleuropa. Joshua Redman wurde durch deren Eigenkompositionen auf das Trio Reis Demuth Wiltgen aufmerksam und nahm einige ihrer Stücke in sein eigenes Repertoire. In der Folge kam es zu Tourneen des Trios mit Joshua Redman und 2018 zu einem Projekt mit dem Orchestre Philharmonique du Luxembourg unter Leitung von Vince Mendoza. Reis ist an zahlreichen Festivals wie dem Panama Jazz Festival, dem Montreux Jazz Festival oder dem Cully Jazz Festival aufgetreten und auch auf Alben von Holger Scheidt und Georgi Šareski zu hören.

## Preise und Auszeichnungen
Reis war 2005 Finalist des ersten Moskauer Wettbewerbs für Jazzmusiker. Ein Jahr später gewann er den zweiten Preis der Parmigiani Jazz Solo Piano Competition. Das Trio Reis Demuth Wiltgen wurde 2013 und 2014 als luxemburgischer Exportkünstler des Jahres ausgezeichnet.

## Diskographische Hinweise
- Point of No Return (Armored Records 2010)[4]
- Capturing This Moment (Double Moon Records 2015, mit Stefan Karl Schmid, Jonas Burgwinkel und Robert Landfermann)[5]
- Michel Reis Japan Quartett (Mocloud Records 2018, mit Akihiro Ishiwaka, Takashi Sugawa, Shun Ishiwaka)
- Reis Demuth Wiltgen: Once in a Blue Moon (CAM Jazz 2018)
- Short Stories (CAM Jazz 2019, solo)[6]
- Reis Demuth Wiltgen: Sly (CAM Jazz 2021)
- For a Better Tomorrow (CAM Jazz 2023, solo)[7]